# 사쿄구
사쿄구(일본어: 左京区)는 일본 교토부 교토시를 구성하는 11개 구 중 하나이다. 1929년에 가미교구에서 분구해 성립하였다.
교토시의 동북부를 차지하고 동쪽은 시가현 오쓰시에 접하며 남쪽은 산조도리를 사이로 히가시야마구, 야마시나구와, 북쪽은 난탄시, 시가현 다카시마시와 접하고 있다. 구내에는 가와바타도리, 히가시오지도리, 시라카와도리 등 대로가 남북으로 있다.
남부에는 주택지와 문교지구가 있고, 북부는 산간지에서 임업이 번성한다.
유명한 절과 신사는 긴가쿠지·난젠지·시모가모 신사·헤이안 신궁이 있다. 또 북부에는 구라마데라·기후네 신사·산젠인·슈가쿠인 이궁 등이 있다. 그 밖에 키타시라카와의 산간부에는 시라카와 모래라는 특산품도 있다.

## 인접한 자치체
- 교토부
  - 교토시
    - 가미교구
    - 기타구
    - 나카교구
    - 야마시나구
    - 우쿄구
    - 히가시야마구

  - 난탄시
- 시가현
  - 오쓰시
  - 다카시마시

## 교육

### 초등학교
시립
- 교토시립 메이토쿠 초등학교
- 교토시립 이와쿠라키타 초등학교
- 교토시립 시즈하라 초등학교
- 교토시립 구라마 초등학교
- 교토시립 긴린 초등학교
- 교토시립 제3긴린 초등학교
- 교토시립 기타시라카와 초등학교

- 교토시립 요세이 초등학교
- 교토시립 요토쿠 초등학교
- 교토시립 시모가모 초등학교
- 교토시립 아오이 초등학교
- 교토시립 슈가쿠인 초등학교
- 교토시립 슈가쿠인 제2초등학교
- 교토시립 마쓰가사키 초등학교

시립
- 노르트담학원 초등학교
- 교토문교단기대학 부속초등학교
- 도시샤 초등학교

### 중학교
- 교토시립 시모가모 중학교
- 교토시립 다카노 중학교
- 교토시립 시모가모 중학교
- 교토시립 고노에 중학교
- 교토시립 슈가쿠인 중학교
- 교토시립 라쿠호쿠 중학교

시랍
- 노르트담여학원 중•고등학교 ※중고병설
- 교토문교중•고등학교 ※중고병설

### 고등학교
- 교토부립 라쿠호쿠 고등학교
- 교토부립 호쿠료 고등학교
- 도시샤 중•고등학교 ※중고병설
- 히가시야마 중•고등학교 ※중고병설
- 교토문교 중•고등학교

### 대학교
- 교토 대학
- 교토 예술대학
- 교토 공예섬유대학
- 교토 부립 대학

## 교통

### 도로
- 국도 제367호선 (일본)(일본어판)
- 국도 제477호선 (일본)(일본어판)

### 철도
- 게이한 전기 철도
  - 오토선
    - 데마치야나기역 - 진구마루타마치역 - (히가시야마구 산조역 →)

- 에이잔 전철
  - 에이잔 본선
    - 데마치야나기역 - 모토타나카역 - 자야마역 - 이치조지역 - 슈가쿠인역 - 다카라가이케역 - 미야케하치만역 - 야세히에이잔구치역

  - 구라마선
    - 다카라가이케역 - 하치만마에역 - 이와쿠라역 - 기노역 - 교토세이카다이마에역 - 니켄차야역 - 이치하라역 - 니노세역 - 기부네구치역 - 구라마역

- 교토시 교통국(교토 시영 지하철)
  - 가라스마선
    - 고쿠사이카이칸역 - 마쓰가사키역 - (기타구 기타야마역 →)

- 게이후쿠 전기 철도
  - 고사쿠선(일본어판)
    - 산몬역(일본어판) - 다보탑역(일본어판)

## 인구
| 연도  | 인구    | ±%     |
| ----- | ------- | ------ |
| 1930  | 97,448  | —      |
| 1940  | 127,571 | +30.9% |
| 1950  | 152,148 | +19.3% |
| 1960  | 177,692 | +16.8% |
| 1970  | 188,434 | +6.0%  |
| 1980  | 185,645 | −1.5%  |
| 1990  | 173,282 | −6.7%  |
| 2000  | 171,556 | −1.0%  |
| 2010  | 168,802 | −1.6%  |
| 2015  | 168,266 | −0.3%  |
| 출처: |         |        |

## 시설
- 교토 대학
- 헤이안 신궁

## 픽션

### 만화·애니메이션
- 만화 일본침몰 4권에서 진도 8의 교토 대지진 진앙지로 나온다.